# 水上置換

水上置換法の模式図。

水上置換（すいじょうちかん）とは、気体の捕集法の1つである。主に水に溶けにくい気体の捕集に用いられる。しかし、少し水溶性があっても、気体の毒性や引火性が高い場合はこの方法を用いることもある。水槽などに水を入れ、気体の発生口をその中に入れる。はじめに発生口から出る気体は、気体を発生させる装置内の空気なので、しばらく待ってから気体を容器に集める。このとき容器の中は水で満たしておく。この方法では空気の混入も少なく、気体の捕集量の計測にも使われる。厳密には蒸気圧に応じて、多少の水蒸気が混入してしまうが、他の気体の捕集法に比べて純度の高い気体が得られるので、実験室レベルでは好んで用いられる。
これは、イギリスの生理学者スティーヴン・ヘールズが考案した。
この方法で集められる気体としては、一酸化窒素・一酸化炭素・水素（上方置換でも集められるが、引火性があるため基本的に水上置換が用いられる）・酸素・窒素などが挙げられる。二酸化炭素は下方置換で集められるが、水に対する溶解度が低いため中学生レベルの実験では水上置換を用いることもある。有機性の気体はほとんど水に溶けにくいため水上置換で集められることが多い。